# Іня (Шелаболіхинський район)
Іня́ (рос. Иня) — село у складі Шелаболіхинського району Алтайського краю, Росія. Адміністративний центр та єдиний населений пункт Інської сільської ради.

## Населення
Населення — 667 осіб (2010; 792 у 2002).
Національний склад (станом на 2002 рік):
- росіяни — 98 %